# La Celle-Dunoise
La-Celle-Dunoise là một xã thuộc tỉnh Creuse trong vùng Nouvelle-Aquitaine nước Pháp. Xã này nằm ở khu vực có độ cao trung bình 235 mét trên mực nước biển.
Thị trấn có cự ly khoảng 12 dặm (19 km) về phía tây bắc của Guéret, tại giao lộ các tuyến đường D15 và tuyến đường D22, bên hai bờ sông Creuse.

## Dân số
| 1962                                                         | 1968 | 1975 | 1982 | 1990 | 1999 |
| ------------------------------------------------------------ | ---- | ---- | ---- | ---- | ---- |
| 862                                                          | 880  | 732  | 668  | 589  | 598  |
| Số liệu điều tra dân số từ năm 1962: Dân số chỉ tính một lần |      |      |      |      |      |

## Địa điểm nổi bật

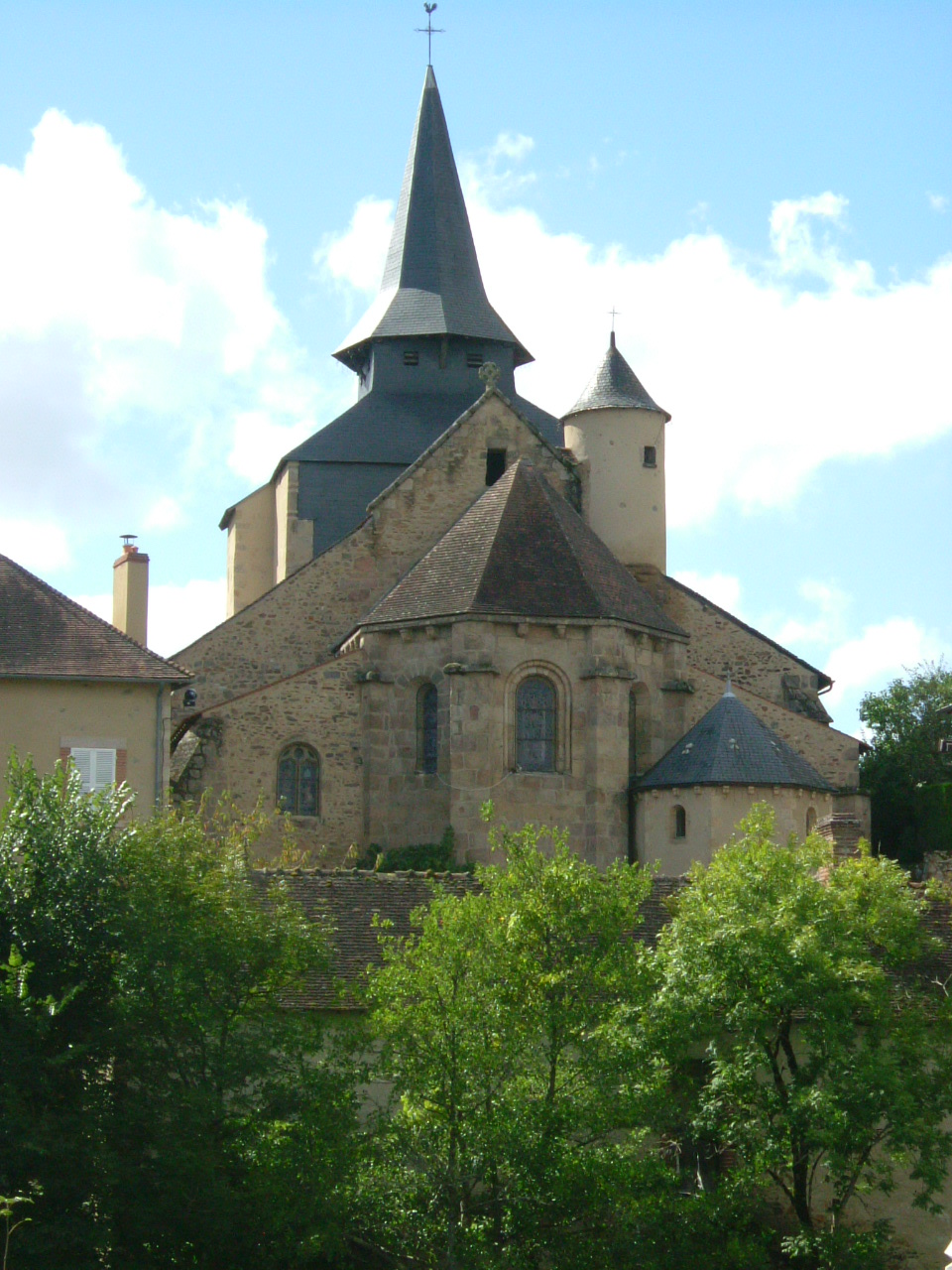
Nhà thờ La-Celle-Dunoise

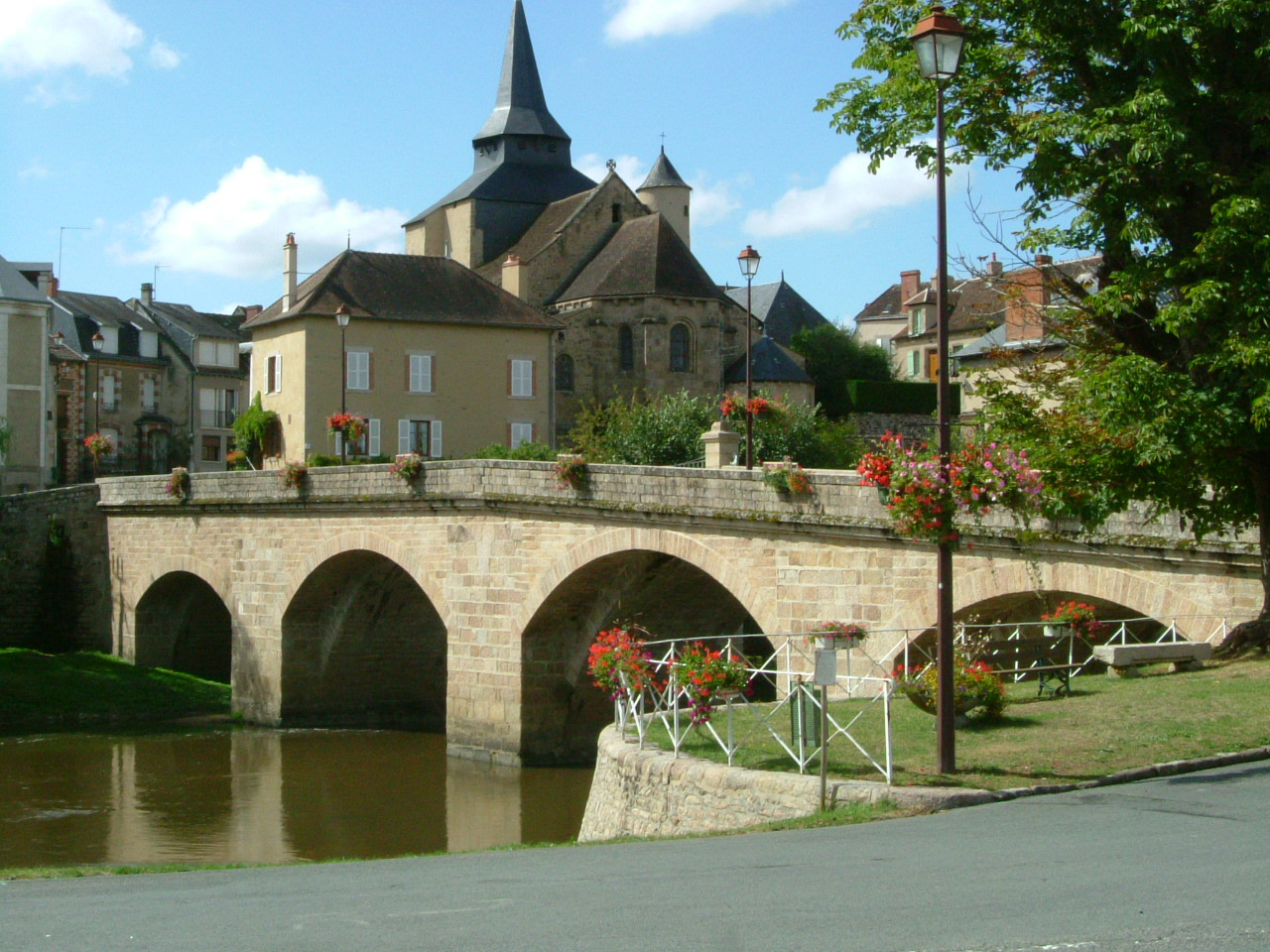
Cầu tại La-Celle-Dunoise

- Nhà thờ St.Pierre, từ thế kỷ 12.
- Cầu, từ thế kỷ 14.